# Helminthosphaeria
Helminthosphaeria är ett släkte av svampar. Enligt Catalogue of Life ingår Helminthosphaeria i familjen Helminthosphaeriaceae, ordningen Sordariales, klassen Sordariomycetes, divisionen sporsäcksvampar och riket svampar, men enligt Dyntaxa är tillhörigheten istället familjen Helminthosphaeriaceae, klassen Sordariomycetes, divisionen sporsäcksvampar och riket svampar.
|                   | Diplococcium |
|                   | |
|                   | Spadicoides |
|                   | |
|                   | Ceratosporium |
|                   | |
|                   | Echinosphaeria |
|                   | |
|                   | Tengiomyces |
|                   | |
| Helminthosphaeria | \| \| Helminthosphaeria clavariarum \| \| \| \| \| \| Helminthosphaeria corticiorum \| \| \| \| \| \| Helminthosphaeria hyphodermae \| \| \| \| |
|                   | \| \| Helminthosphaeria clavariarum \| \| \| \| \| \| Helminthosphaeria corticiorum \| \| \| \| \| \| Helminthosphaeria hyphodermae \| \| \| \| |
|                   | Endophragmiella |
|                   | |
|                   | Oramasia |
|                   | |
|                   | Vermiculariopsiella |
|                   | |
|                   | Helminthosphaeria clavariarum |
|                   | |
|                   | Helminthosphaeria corticiorum |
|                   | |
|                   | Helminthosphaeria hyphodermae |
|                   | |

|  | Helminthosphaeria clavariarum |
|  |                               |
|  | Helminthosphaeria corticiorum |
|  |                               |
|  | Helminthosphaeria hyphodermae |
|  |                               |

## Bildgalleri

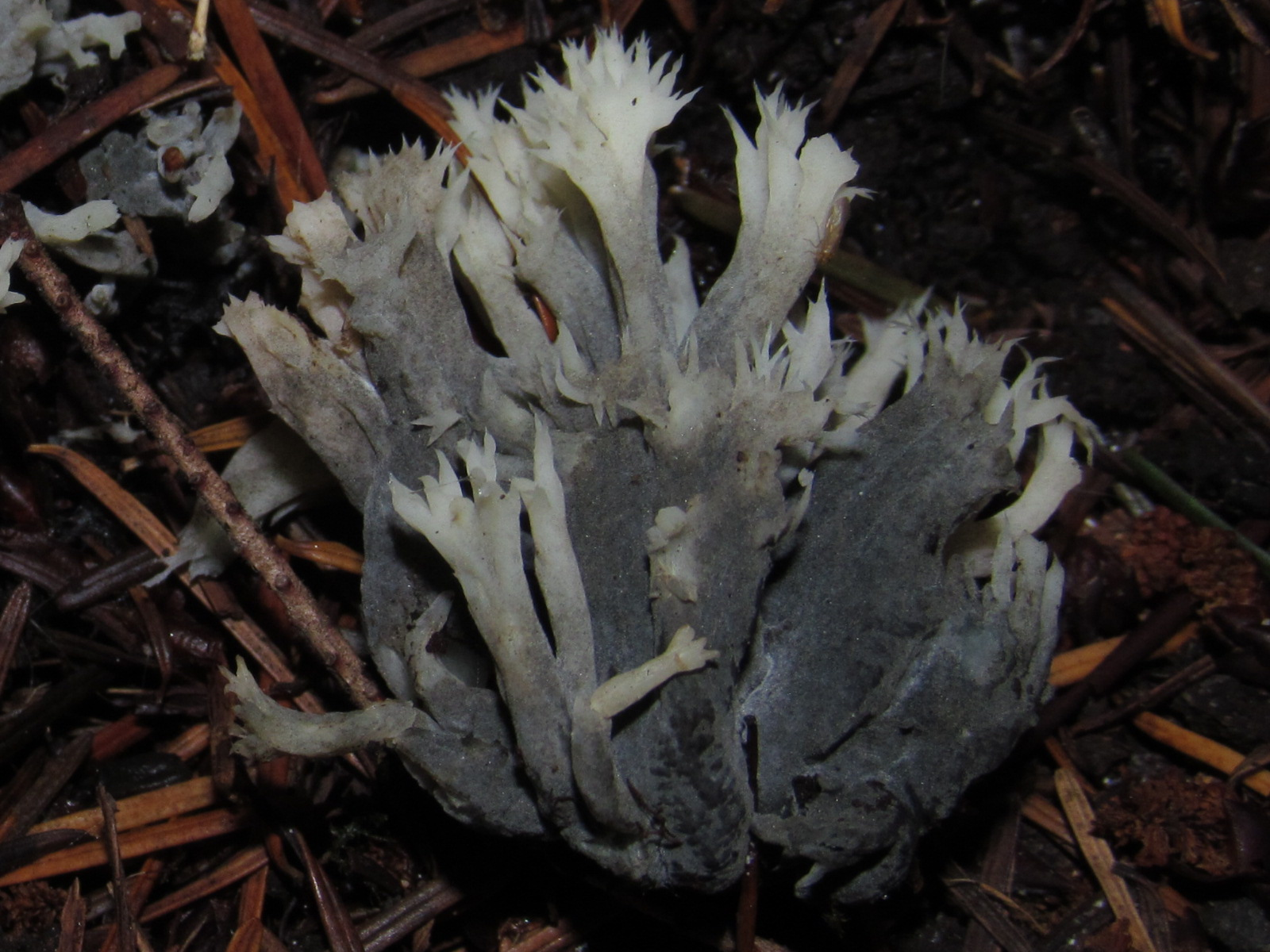